# Transfeld
Transfeld ist ein deutscher Familienname.

## Herkunft
Transfeld leitet sich von Thranas-Feld ab, was so viel wie „Stelle mit vermoderten, faulenden Sumpfpflanzen“ bedeutet. Es ist aber am wahrscheinlichsten, dass die Vorfahren der Familien mit diesem Familiennamen aus dem niedersächsischen Dransfeld stammten.